# Lathander
Lathander è una divinità immaginaria appartenente all'ambientazione Forgotten Realms per il gioco di ruolo fantasy Dungeons & Dragons. È una divinità maggiore del pantheon faerûniano. 
Il suo simbolo è costituito da un'alba fatta di gemme rosa, rosse e gialle.
La sua arma preferita è la "Voce dell'Alba", una mazza leggera o pesante.
I suoi paladini si radunano nell'Ordine dell'Astro e possono diventare multiclasse liberamente come Chierici, Discepoli divini, Gerofanti e Cavalieri dei Draghi Purpurei.

## Storia
Nel 1345 DR i seguaci di Lathander, Selûne, Shar e Tempus furono coinvolti in un'agitazione religiosa che culminò con la Notte dei Fuochi dei Templi. 
Lathander fu inoltre la figura centrale durante il Cataclisma dell'Alba, cioè un tentativo da parte del Signore del Mattino di rimodellare l'intero pantheon secondo un suo modello, e con lui a capo. Molte divinità morirono nella catastrofe che ne seguì, inclusa Murdane, dea del pragmatismo e della ragione nonché amante di Helm (che da quel momento infatti detesta Lathander). Pare che la causa che fece andare così gli eventi del Cataclisma dell'Alba fu l'intervento di alcuni agenti di Shar.
Nel periodo attorno alla Spellplague Lathander scomparve improvvisamente, per essere sostituito da un vecchio dio morto da tempo, Amaunator. Probabilmente ciò conferma la teoria che le due divinità fossero la stessa, tanto più che Amaunator, in origine neutrale, è diventato neutrale buono ereditando questa caratteristica di Lathander.
Le chiese sono rivolte sempre a est e hanno una cerimonia chiamata "La canzone dell'alba" che avviene ogni Mezzestate o agli equinozi.